# Andrzej Markowski (muzyk)

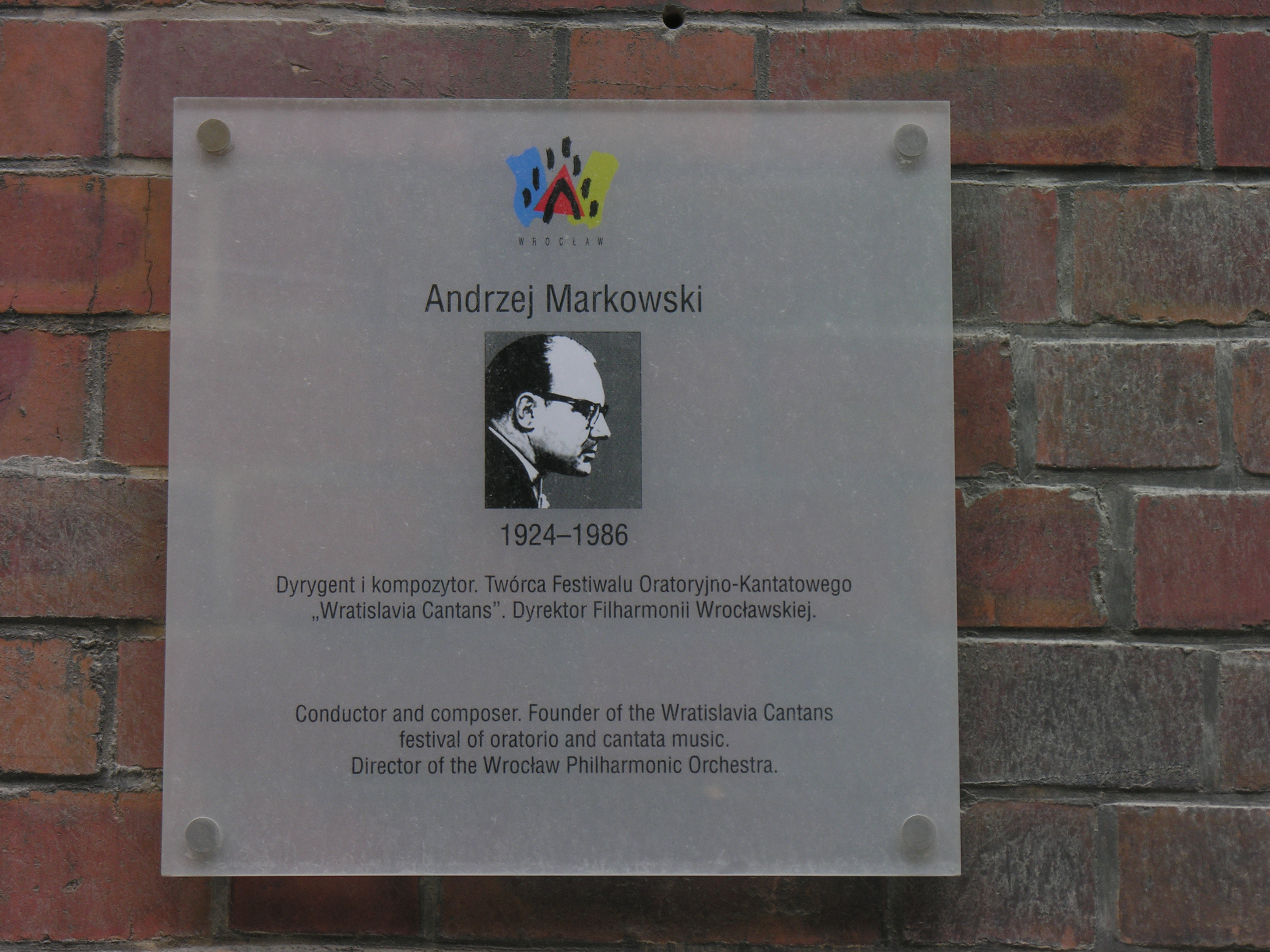
Tablica pamiątkowa we Wrocławiu

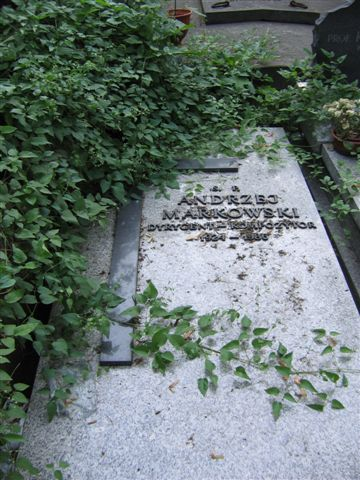
Nagrobek Andrzeja Markowskiego na cmentarzu Powązkowskim w Warszawie

Andrzej Markowski, ps. „Marek Andrzejewski” (ur. 22 sierpnia 1924 w Lublinie, zm. 30 października 1986 w Warszawie) – polski dyrygent, kompozytor, dyrektor Filharmonii Wrocławskiej (1965–1968), twórca Międzynarodowego Festiwalu Wratislavia Cantans i jego pierwszy dyrektor.

## Życiorys
Urodził się 22 sierpnia 1924 roku w Lublinie, w rodzinie o tradycjach muzycznych jako syn Tadeusza (1881–1969), śpiewaka i aktora, oraz Marianny. Był młodszym bratem Jana (1913–1980), kompozytora i pianisty. W wieku 12 lat grał na organach w jednym z lubelskich klasztorów. W latach 1939–1941 uczył się w Szkole Muzycznej im. Fryderyka Chopina w Lublinie w klasie Artura Malawskiego (kompozycja). W okresie okupacji niemieckiej występował w warszawskiej kawiarni „U Aktorek”, a w latach 1943–1944 doskonalił grę na fortepianie u Marceliny Kimontt-Jacynowej. Był żołnierzem AK i brał udział w powstaniu warszawskim. Był autorem okupacyjnych piosenek; po upadku powstania wraz z bratem został osadzony przez Niemców w Oflagu VII A Murnau.
Po odzyskaniu wolności był podchorążym II Korpusu Polskich Sił Zbrojnych na Zachodzie. Kształcił się m.in. w: Trinity College of Music w Londynie (1946–1947) pod kierunkiem Aleca Rowleya i PWSM w Warszawie (1947–1954). Był uczniem Witolda Rowickiego (dyrygentura) oraz Piotra Rytla i Tadeusza Szeligowskiego (kompozycja).
W 1966 roku zainicjował powstanie Międzynarodowego Festiwalu Oratoryjno-Kantatowego Wratislavia Cantans i był jego pierwszym dyrektorem. Z jego inicjatywy powstały także: Festiwal Polskiej Muzyki Współczesnej we Wrocławiu, Festiwal Muzyki Organowej i Klawesynowej, Festiwal Krakowska Wiosna Młodych Muzyków.
Autor licznych utworów orkiestrowych, instrumentalnych i rozrywkowych.
Był mężem Bogusłwy Kazimiery (1923–2019).
Zmarł w Warszawie, pochowany na cmentarzu Powązkowskim (kwatera 1-3-21).

## Muzyka filmowa
- Pokolenie (1954)
- Cień (1956)
- Krzyż Walecznych (1958)
- Milcząca gwiazda (1959)
- Wielka, większa i największa (1962)
- Ranny w lesie (1963)
- Popioły (1965)
- Przekładaniec (1968)
- Pan Wołodyjowski (1969)

## Kariera dyrygencka
- Filharmonia Śląska (1955–1958)
- Filharmonia Krakowska (1959–1964)
- Filharmonia we Wrocławiu (1965–1969)
- Filharmonia Narodowa w Warszawie (1971–1978)
- Filharmonia Łódzka im. Artura Rubinsteina (1981–1986)

## Ordery i odznaczenia
- Srebrny Krzyż Zasługi (11 lipca 1955)[1]

## Nagrody
Za swoją twórczość i działalność w 1965 roku otrzymał nagrodę Ministerstwa Kultury i Sztuki II stopnia, w 1974 roku Nagrodę Państwową I stopnia za wybitne kreacje artystyczne na „Warszawskiej Jesieni”, oraz dwukrotnie nagrodę krytyków – statuetkę Orfeusza (1968, 1971). W roku 1969 i 1971 został laureatem dorocznej nagrody Związku Kompozytorów Polskich. W roku 1974 otrzymał nagrodę płytową Grand Prix du Disque Charles Cros we Francji za nagranie utworu Krzysztofa Pendereckiego „Jutrznia”.

## Upamiętnienie
- Tablica pamiątkowa na bocznej ścianie bloku mieszkalnego przy al. Stanów Zjednoczonych 18 w Warszawie, w który w latach 1965–1986 mieszkał Andrzej Markowski[11].